# 小能登呂村

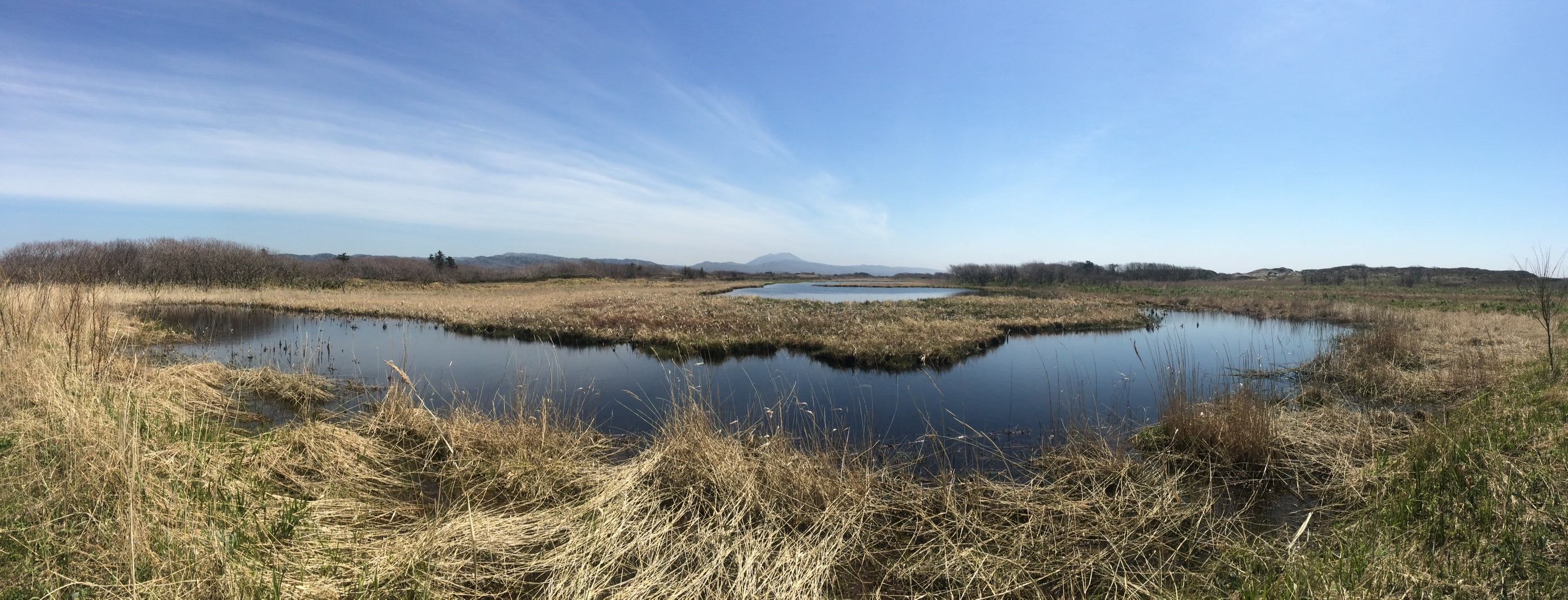
現在の小能登呂岬

小能登呂村（このとろむら）は、日本の領有下において樺太に存在した村（指定町村）。
小能登呂という地名は、アイヌ語の「ノツ・オロ」（岬の所）による。
なお、ロシア連邦側では同地周辺をコストロムスコエ（ru:Костромское_(Сахалинская_область)）と称している。

## 概要
間宮海峡に面していた。村名の由来は小能登呂岬による。
古くは漁村であったが、主に高知県出身者の移住により大規模な農業経営が行われるようになった。交通機関としては樺太西線の駅が存在した。

## 歴史
- 1915年（大正4年）6月26日 - 「樺太ノ郡町村編制ニ関スル件」（大正4年勅令第101号）の施行により行政区画として発足。野田寒郡（後に野田郡に改称）に所属し、真岡支庁が管轄。
- 1920年（大正9年）8月3日 ‐ 山津波・大水害発生。列丹川流域に於いて家屋流失等死者を出す甚大な被害を蒙る。[1]
- 1922年（大正11年）10月 - 所属郡が真岡郡に変更。
- 1929年（昭和4年）7月1日 - 樺太町村制の施行により二級町村となる。
- 1943年（昭和18年）4月1日
  - 「樺太ニ施行スル法律ノ特例ニ関スル件」（大正9年勅令第124号）が廃止され、内地編入。
  - 指定町村となる。
- 1945年（昭和20年）8月22日 - ソビエト連邦により占拠される。
- 1949年（昭和24年）6月1日 - 国家行政組織法の施行のため法的に樺太庁が廃止。同日小能登呂村廃止。

## 村内の地名
| 大字「上能登呂」 - 上能登呂（かみのとろ） 大字「下能登呂」 - 下能登呂（しものとろ） 大字「仁多須」 - 仁多須（にだす） - 仁多須澤 - 藻明（もあけ） | 大字「登富津」 - 富原（とみはら） - 登富津（とふつ） - 登富津澤 - 飛岸（とびきし） |

（
）

## 地域

### 教育
以下の学校一覧は1945年（昭和20年）4月1日現在のもの。
- 樺太公立小能登呂第一国民学校
- 樺太公立小能登呂第二国民学校
  - 富原分教場
- 樺太公立小能登呂第三国民学校
- 樺太公立登富津国民学校
- 樺太公立仁多須国民学校